# Guido Vanzina Pacheco
Guido Vanzina Pacheco (* 1893 in Rosario; † 17. April 1940) war ein argentinischer Tangopianist, Bandleader und Komponist.

## Leben
Vanzina studierte Musik, während er für ein deutsches Unternehmen in Argentinien arbeitete. Als dieses bei Ausbruch des Ersten Weltkrieges das Land verließ, beschloss er, eine Laufbahn als professioneller Musiker einzuschlagen. Er gehörte verschiedenen Formationen an, bevor er 1918 ein eigenes Orchester gründete. Mit diesem nahm er 1919–20 mehrere Tangos beim Label Columbia auf. Seit der Gründung war er Mitglied des Orquesta Típica Victor. Außerdem spielte er auch in verschiedenen Theaterorchestern. Seine bemerkenswertesten Tangokompositionen entstanden zwischen 1915 und 1920.

## Aufnahmen
- Mosca muerta (von Juan Carlos Cobián)
- La viudita (eigene Komposition)
- Tata Dios (eigene Komposition)
- Los indios (von Francisco Canaro)
- Amasijo (von Alcides Palavecino)

## Kompositionen
- La viudita
- Tata Dios
- La pandorga
- Cachimbita
- Carbonilla
- El porrazo
- A la francesa
- Trigo limpio
- Así es
- Pichicho
- Convidá con alcohol
- Convidá con chocolate
- Que hacés de noche
- De contrabando